# Brighella vízibusz (Velence)
A velencei Brighella jelzésű vízibusz a San Zaccharia megállótól induló belvárosi körjárat a Velencei karnevál idején. A viszonylatot az ACTV üzemelteti.

## Története
A járat évek óta ugyanazon a vonalon, a karnevál idején szolgálja ki az utazóközönséget. A járat rásegítő járatként közlekedik csak egy irányban, reggeltől kora délutánig.

## Megállóhelyei
| sz. | idő (perc) | megállóhely neve                    | átszállási kapcsolatok                                                                 | látnivalók                                                                     |
| --- | ---------- | ----------------------------------- | -------------------------------------------------------------------------------------- | ------------------------------------------------------------------------------ |
| 0   | 0          | San Marco – San Zaccharia (Danieli) | 1, 2, 10, N, Carnevale all’Arsenale (CA), Pantallone                                   | Szent Márk tér, Dózsepalota, Harry's Bar, Palazzo Giustinian, Palazzo Tiepolo  |
| 1   | 5          | San Marco Vallaresso                | 1, 2, 10, N, Pantallone                                                                | Szent Márk tér, Dózse-palota, Harry's Bar, Palazzo Giustinian, Palazzo Tiepolo |
| 2   | 25         | Ferrovia (Santa Lucia)              | 1, 2, 3, 4.1, 4.2, 5.1, 5.2, N, Pantallone, Olasz Államvasutak                         | – Scalzi                                                                       |
| 3   | 29         | Piazzale Roma (Santa Chiara)        | 1, 2, 3, 4.1, 4.2, 5.1, 5.2, 6, N, Pantallone, mestrei buszok, People Mover di Venezia |                                                                                |
| 4   | 37         | Tronchetto Mercato                  | 2, N, Pantallone                                                                       | – Piac                                                                         |
| 5   | 39         | Tronchetto                          | 2, N, Carnevale all’Arsenale (CA), Pantallone                                          |                                                                                |
| 6   | 59         | San Zaccharia (Danieli)             | 1, 2, 10, N, Pantallone                                                                | Szent Márk tér, Dózse-palota, Harry's Bar, Palazzo Giustinian, Palazzo Tiepolo |

Megjegyzések: A dőlttel szedett járatszámok időszakos (karneváli) járatokat jelölnek.